# 巴勒斯坦敢死隊

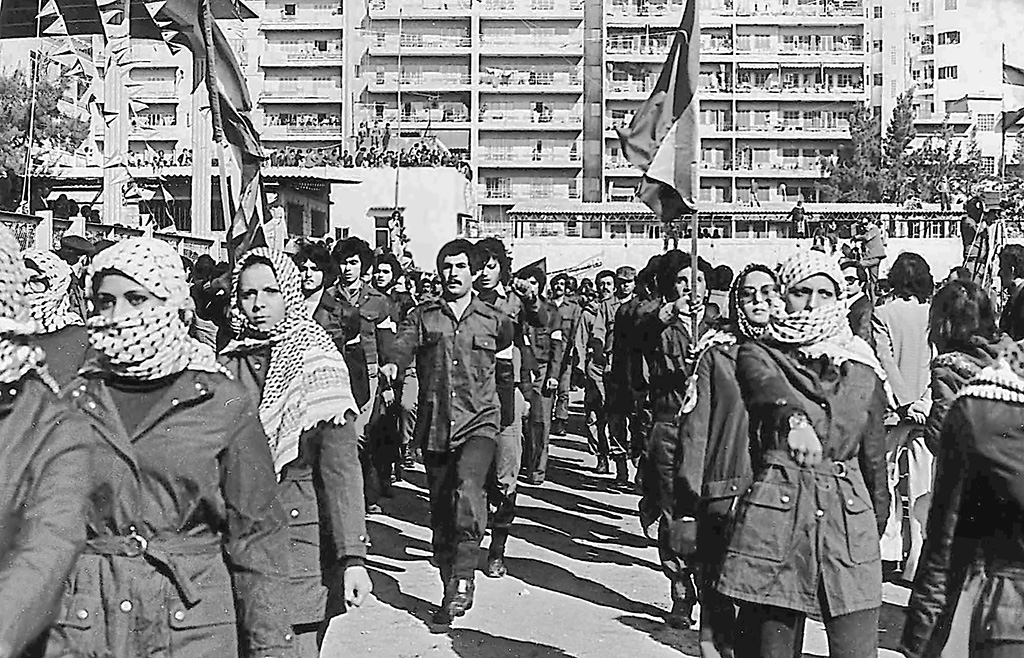
来自法塔赫的巴勒斯坦敢死隊，攝於1979年的黎巴嫩贝鲁特

巴勒斯坦敢死隊是指由支持巴勒斯坦民族主義的巴勒斯坦人組成的游击队。大多数巴勒斯坦人认为敢死隊是“自由斗士”，而大多数以色列人认为他们是“恐怖分子”。
巴勒斯坦敢死隊主要效仿越南、中国、阿尔及利亚和拉丁美洲等地的游击隊，他們的意识形态主要是左翼民族主义、社会主义或共产主义，他们宣称自己的目的是要击败犹太复国主义，而且声称對巴勒斯坦地区擁有主权，他們的目標是在巴勒斯坦地區建立一个“世俗、民主、无宗派的巴勒斯坦國”。1948年阿拉伯-以色列戰爭爆發後，許多巴勒斯坦人成為巴勒斯坦难民。1950年代中期，巴勒斯坦难民中出現了巴勒斯坦敢死隊。許多敢死隊成員从叙利亚、埃及和约旦等國潛入以色列奪取农产品，或者攻击以色列军队以及民用設施。
許多巴勒斯坦敢死隊以加沙地带為據點。敢死队還在加沙地帶和西奈半岛与以色列接壤的边境發動襲擊，因此以色列隨即報復敢死队。
敢死隊對以色列的襲擊成為以色列發動第二次中东战争、第三次中东战争、1978年南黎巴嫩冲突和第五次中东战争的藉口之一。第三次中东战争后，許多巴勒斯坦敢死队加入了巴勒斯坦解放組織。